# Moustapha Naité

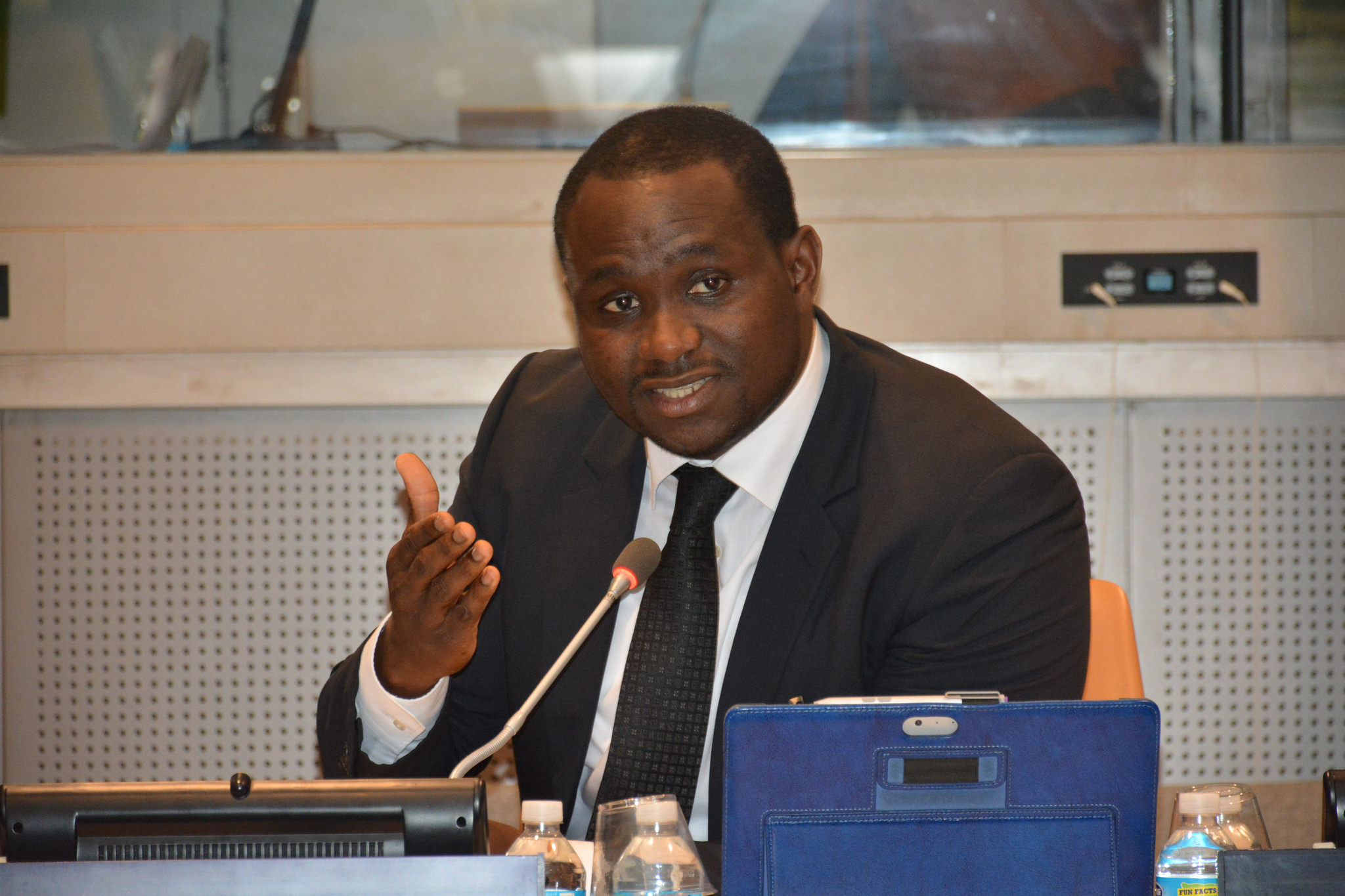

Moustapha Naïté, né le 18 novembre 1976 à Conakry en république de Guinée, est un ingénieur en génie civil et homme politique.
il était le ministre des Travaux publics de 2018 en 2021 sous la présidence d'Alpha Condé,.

## Biographie
Moustapha Naïté a fait ses études secondaires au lycée Sainte-Marie de Conakry. Après le baccalauréat, il poursuit sa formation à l'université du Nord-Est aux États-Unis où il obtient son diplôme de Bachelor en science génie civil en 1999 et un diplôme d’études approfondies en économie.

## Parcours

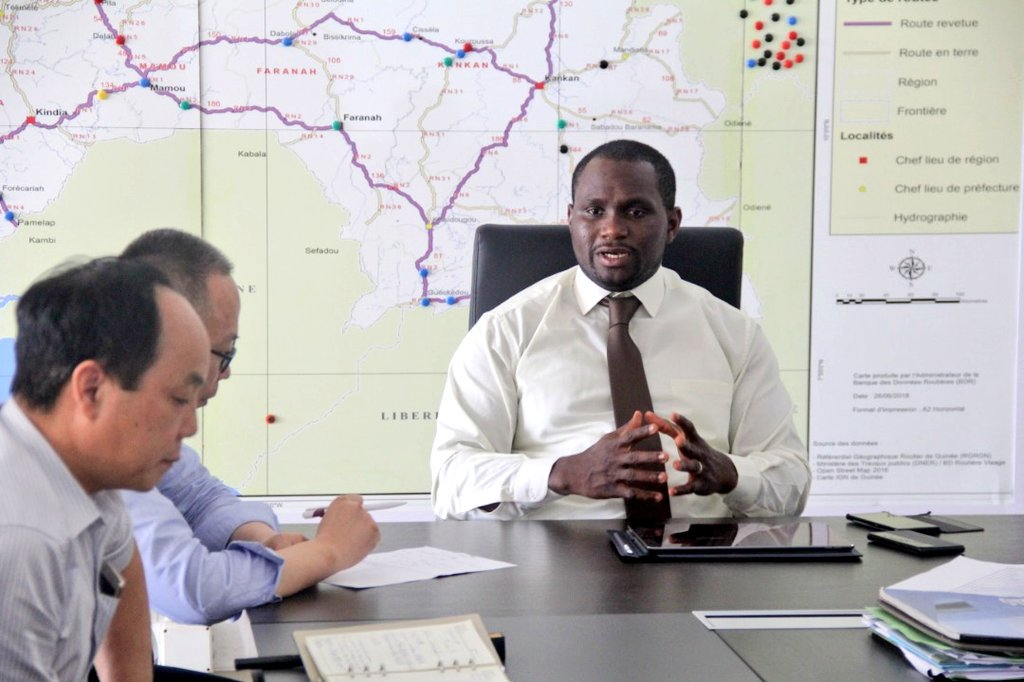

### Politique
Moustapha Naïté, occupent le poste de directeur adjoint de la communication du Parti du rassemblement du peuple de guinée (RPG) après 2010, puis porte-parole de la mouvance présidentielle RPG-Arc-en-ciel, pour les élections législatives de 2013. Coordonnateur du mouvement des jeunes pour la majorité présidentielle (JeMap).

### Professionnel
Moustapha Naïté est président-directeur général de MouNa Group Technology SA.
De 2011 en 2014, il est le directeur du patrimoine bâti de la Guinée, en janvier 2014, à l’occasion de la formation d’un nouveau gouvernement à la suite des élections législatives, il est nommé ministre de la Jeunesse et de l’Emploi des jeunes ; poste qu'il occupe jusqu'en mai 2018.
Du 30 mai 2018 en janvier 2021, il est chargé du ministère des travaux publics,avant d'être remplacer par Kadiatou Émilie Diaby.

## COVID-19
C’est le ministre Naïté lui-même qui a annoncé avoir été testé positif au coronavirus en Guinée à travers son compte Twitter au centre de traitement de Nongo ce lundi 30 mars 2020,.